# Lâm Văn Long
Lâm Văn Long có tên tiếng Anh là Frankie Lam (sinh ngày 19 tháng 12 năm 1967 tại Hồng Kông thuộc Anh) là một nam diễn viên truyền hình-diễn viên điện ảnh kiêm ca sĩ nổi tiếng người Hồng Kông. Anh từng là diễn viên độc quyền của hãng TVB.Hiện Lâm Văn Long giữ chức Phó chủ tịch của Truyền hình Á thị (ATV)

## Phim

### Phim truyền hình
| Năm  | Tên Phim                              | Tên tiếng Anh               | Vai Diễn                           |
| ---- | ------------------------------------- | --------------------------- | ---------------------------------- |
| 1988 | Vô danh hỏa                           |                             | cameo                              |
| 1988 | Thiên thượng nhân gian                |                             | Tiền Bất Hoán                      |
| 1989 | Nghĩa Bất Dung Tình                   | Looking Back in Anger       | Rich classmate 1                   |
| 1990 | Ưu Tuyệt Thần Thám                    |                             | Lâm Triệu Tường                    |
| 1990 | Người Nơi Biên Giới                   | The Challenge Of Life       | Lưu Chí Cơ                         |
| 1991 | Chuyến Xe Vận Mệnh                    | Beyond Trust                | Từ Gia Kỳ                          |
| 1991 | Nộ Hải Cô Hồng                        | Drifters                    | Hồng Phong                         |
| 1991 | Kẻ Bịp Bợm                            |                             | Lý Tuấn Kiệt                       |
| 1992 | Vô Ảnh Kim Đao                        | Revelation of the Last Hero | Giao Lực Hành                      |
| 1992 | Thiên Hạ Của Long                     | The Change of Time          | Dương Văn Hải                      |
| 1993 | Đồng Thoại Nơi Đô Thị                 | Romance Beyond              | Tề Đạt Xung                        |
| 1993 | Tinh Môn Ngũ Hổ                       |                             | Quách Đại Lộ                       |
| 1993 | Khách Sạn Tinh Linh                   | Spirit of Love              | Thành Phản Ứng                     |
| 1994 | Ân Oán Hiệp Sĩ                        | The Holy Dragon Saga        | Liên Tiễn                          |
| 1995 | Vạn Nẻo Đường Tình                    | Down Memory Lane            | Huỳnh Sơn                          |
| 1996 | Khoảng Đời Bão Táp                    | Before Dawn                 | Khương Sở Văn                      |
| 1996 | Ma Đạo Tranh Bá 2                     |                             | Úc Đạt Sơ                          |
| 1997 | Ma Đạo Tranh Bá - Duyên Kiếp Luân Hồi | Coincidentally              | Đường Triển Bằng (Đường Thập Nhất) |
| 1999 | Bức Màn Bí Mật                        | Witness to a Prosecution    | Tống Dực/Phương Tuấn               |
| 2000 | Thần Y Hoa Đà                         | Incurable Traits            | Hoa Đà                             |
| 2001 | Đường Đua Ác Liệt                     | On the Track or Off         | Từ Diệu Đông                       |
| 2001 | Hương Sắc Cuộc Đời                    | The Colorful Life           | Trình Trí Hiên                     |
| 2001 | Gia đình Vui Vẻ                       | Virtues of Harmony          | Kim Niên                           |
| 2003 | Gia đình Vui Vẻ II                    | Virtues of Harmony II       | Kim Niên (Chris)                   |
| 2003 | Lực lượng Phản Ứng IV                 | Armed Reaction IV           | Quảng Tử Kiện                      |
| 2005 | Vua Thảo Dược                         | The Herbalist's Manual      | Lý Thời Trân                       |
| 2005 | Thập Huynh Đệ                         | Ten Brothers                | Trần Đại Hà                        |
| 2006 | Bằng Chứng Thép                       | Forensic Heroes             | Cổ Trạch Thâm (Sam)                |
| 2006 | Bố Y Thần Tướng                       | Face to Fate                | Lý Bố Y                            |
| 2008 | Bằng Chứng Thép II                    | Forensic Heroes II          | Cổ Trạch Thâm (Sam)                |
| 2010 | Mỹ Nhân Tâm Kế                        | Beauty's Rival in Palace    | Jin Wangsun                        |
| 2014 | Y hộ nhân sinh                        | More Than Healing           |                                    |
| 2015 | Tam Diện Hình Y                       | Hidden Faces                | Trác Thiên Nam                     |
| 2015 | Ca Đêm                                | Night Shift                 | Heman/Trình Hy Văn                 |
| 2017 | Bình Đoàn Phái Yếu                    | My Unfair Lady              | Văn Niệm Thâm                      |
| 2018 | Hỏa Tốc Cứu Binh IV (RTHK)            |                             | Lâm Phi Phàm                       |
| 2018 | Câu Chuyện Khởi Nghiệp                | Another Era                 | Cao Triết                          |
| 2020 | Những Người Tôi Đã Từng Yêu           | Life After Death            | Khương Dục Thành                   |

### Phim Điện Ảnh
| Năm  | Tên Phim                               | Tên Tiếng Anh        | Vai Diễn    |
| 1989 |                                        | Tour of Revenge      | Hồ Cường    |
| 1990 | Tình Nghĩa Lưỡng Nan                   | Brother Cry For Me   | Hồ Dũng     |
| 1991 |                                        | Running on Empty     | Trương Quân |
| 1993 |                                        | Behind the Mask      |             |
| 1994 |                                        | Tears and Triumph    |             |
| 1994 | Thiên Long Bát Bộ - Thiên Sơn Đồng Lão |                      | Hư Trúc     |
| 1995 |                                        | Born to be Wild      |             |
| 1995 |                                        | From The Same Family |             |
| 1996 | Phần Mềm Giết Người                    |                      |             |
| 1996 | Đối Tác Trong Mơ                       |                      |             |
| 1997 | Mười Ngày Yêu Nhau                     |                      |             |
| 1997 | Vượng Giác Đại Gia Tỷ                  |                      | Ah Tung     |
| 1998 | Nụ Hôn Chết Người                      |                      |             |
| 2013 | Viên Đá Sát Nhân                       | The First Stone      |             |
| 2015 | Chúng Ta Hãy Đình Chiến                |                      |             |
| 2016 | Hàn Chiến 2                            | Cold War 2           |             |
| 2019 | Tiểu Q                                 |                      |             |

### Tác Phẩm Âm Nhạc
| Tên Bài Hát                        | Tên Phim                                  | Bao Gồm                                      | Nhận Xét                                                                     |
| ---------------------------------- | ----------------------------------------- | -------------------------------------------- | ---------------------------------------------------------------------------- |
| Số Phận//緣份                      |                                           |                                              | Hát cùng Dương Thái Ni                                                       |
| Tình Yêu Luôn Bên Bạn              | Duyên Kiếp Luân Hồi (Coincidentally 1997) |                                              | Đơn ca                                                                       |
| 從不哭//從不流淚的我               |                                           |                                              | Đơn ca                                                                       |
| 男兒為個家                         | Gia Đình Vui Vẻ (Hiện Đại)                | Trong CD 《皆大歡笑》// 《Everybody Laughs》 | Hợp xướng cùng Nguyễn Triệu Tường, Tạ Thiên Hoa, Lưu Khải Uy, Đặng Triệu Tôn |
| 鬥氣冤家                           |                                           | Trong CD 《皆大歡笑》// 《Everybody Laughs》 | Song ca với Liêu Bích Nhi                                                    |
| Thế Gian Chẳng Có Việc Gì Khó Khăn | Vua Thảo Dược                             |                                              | Đơn ca                                                                       |
| Lưới Trời                          | Bằng Chứng Thép                           |                                              | Đơn ca                                                                       |
| Tiến Thoái Có Nhau                 | Mười Anh Em                               |                                              | Song ca với Quách Khả Doanh                                                  |
| Kề Bên Huynh                       | Bố Y Thần Tướng                           |                                              | Song ca với Dương Di                                                         |